# ࢨ
Yā hamza suscrit ‹ ࢨ › est une lettre additionnelle de l’alphabet arabe utilisée dans l’écriture du fulfulde au Cameroun. Elle est composée d’un yā ‹ ي › diacrité d’un hamza suscrit.

## Utilisation
En fulfude écrit avec l’alphabet arabe au Cameroun, ‹ ࢨ › représente une consonne occlusive glottale palatalisée [ʔʲ]. Elle est transcrite avec un Y crocheté ‹ ƴ › dans l’alphabet latin.